# Autoroute A60 (Algérie)
Pour les articles homonymes, voir A60 et Autoroute A60.
L'autoroute A60 ou  la pénétrante de Mostaganem est une autoroute qui relie la ville de Mostaganem à l'Autoroute Est-Ouest en Algérie, et mesurant 66 km.

## Projet
La pénétrante de Mostaganem fait partie des projets de pénétrantes autoroutières devant relier l'Autoroute Est-Ouest à plusieurs villes côtières. Celle de Mostaganem qui a été annoncée en 2009 doit relier l'Autoroute A3 depuis la sortie no 56 dans la commune d'El Hamadna à la ville de Mostaganem à travers le plateau de Mostaganem.
Cette autoroute longue de 66 km traverse la wilaya de Mostaganem d'est en ouest avec un profil en 2x2 voies, un viaduc et 7 échangeurs,.
Les études ont été réalisées par le groupement SETOR-SAIL-LTPO pour 124 millions de DZD.
Le projet a été attribué en gré à gré au groupement d'entreprises algériennes en avril 2013 pour un montant de 40 milliards de DZD (350 millions d'euros) et un délai de 24 mois.

## Travaux
Le lancement des travaux ont été officiellement lancés le 20 septembre 2014 en présence du ministre des travaux public Abdelkader Kadi.
En mars 2015, 52 % du tracé soit 28 km ont été libérés.

## Livraison
Un premier tronçon est mis en service en juillet 2020, d'une longueur de 33 km.
L'autoroute est mise en service dans sa totalité en octobre 2021.

## Sorties
- n°1 : Mostaganem N11A (Rocade de Mostaganem)
- n°2 : Aïn Tedles W42
- n°3 : Oued El Kheir W13A
- n°4 :  Échangeur entre A60 et N90A - (Sidi Khettab)
- n°5 :  Échangeur entre A60 et N90A - (El Hamadna)